# Rödeby
Rödeby är en tätort  i Karlskrona kommun i Blekinge län och kyrkby i Rödeby socken.
Rödeby ligger cirka 1,2 mil norr om Karlskrona och är den näst största tätorten i Karlskrona kommun.

## Namnet
Första gången Rödeby nämns i skrift är år 1182 och då stavas ortnamnet Ruchaby. År 1411 stavas det "Rödeby" och år 1419 "Rotaby" i donationsbrev. På 1400-talet skrevs det även Rodhaby. Förleden kommer troligen av ett fornnordiska *rutha (*rotha) som betyder 'röjning'. En annan hypotes är att Rödeby helt enkelt betyder gränsbyn. Rå(r) eller rö(r) var de gamla landskapslagarnas namn på gränsmärken. Rödeby ska då ha varit gränsby mellan Medelsta härad och Östra härad i gamla tider. Enligt en gammal muntlig sägen skall byn ha fått sitt namn efter jätten Snoppe den Röde som bodde i Snoppeberg i Rödeby. Christoffer Cronholm skriver i mitten av 1700-talet: -"Socknen har fått sitt namn af en fordomsdags här boende jätte eller herre". På 1700-talet skrevs det Röeby.

## Forntid
På Rödeby sanda har hittats stenyxor och andra verktyg från stenåldern. RAÄ-nummer: Rödeby 256, 1 bergartsyxa, del av, något håleggad, 9 cm l, 3 - 5 cm bred och 1 - 3 cm tjock. Avslaget nackparti. Upphittad av Ingrid Andersson på 1940-talet vid lantbruksarbete i Rödeby samhälle.
På Rödeby sanda har även hittats 2000 år gamla kokgropar.
På Rödebyholm finns ett flyttblock med två stycken skålgropar som har RAÄ-nummer: Rödeby 231.
En avsatsyxa från bronsåldern påträffades i Kasabäcken vid Rödeby och har tolkats som ett nedlagt offer.
På Rödeby sanda finns även två resta stenar (förr kallade bautastenar) från yngre järnålder som troligen är resterna efter ett gravfält. Christopher Cronholm skriver om fem stenar istället för två i mitten av 1700-talet; - Till en sådan jättes begravning visas än utom, söder om byn vid landsvägen, 2ne stora ättestenar och 3ne smärre, dock utan bokstäver. N.H Sjöborg år 1792 nämner endast; - två kämpestenar, som man ser på en äng, kallad Röebysand. De båda resta stenarna har RAÄ-nummer: Rödeby 15:1 och Rödeby 15:3.
Boplats, delundersökt, cirka 70–100×10–40 m (NV-SÖ). Med anledning av byggande av ny järnvägsövergång samt ny tillfartsväg delundersökte Blekinge museum området vid de två resta stenarna 1993 och 1994. Inom området är en rest sten (Rödeby 15:1) och cirka 40 m SÖ är ytterligare en rest sten (Rödeby 15:3) troligen rest av gravfält. Vid avbaning av området framkom sammanlagt 176 mörkfärgningar. 70 av dessa undersöktes. 21 stolphål, varav sex säkert stenskodda och 12 troligen stenskodda, påträffades. Några större mörkfärgningar tolkades som härdar, brandgropar eller borttagna stenar från gravfältet. Dessutom påträffades rester av ett grophus med 1 skärva förhistorisk keramik, troligen från järnålder. 2 mindre slaggbitar eller smältor påträffades också i området. 1995 undersöktes dessutom cirka 4 kvadratmeter kring den resta stenen i området. Inga fynd gjordes.

## Historia
Rödeby grundades under yngre järnålder och den äldsta gården är östra Rödeby där också två resta stenar (förr kallade bautastenar) är resterna efter ett gravfält från forntiden.
Enligt Wulfstans reseskildring från slutet av 800-talet tillhörde Blekinge och därmed Rödeby från början svearna. 
Det första säkra beviset för att Blekinge var danskt (och därmed också Rödeby) finns i huvudstycket i kung Valdemars jordebok som är daterad till år 1231. Det var då Rödebyborna blev danskar.
Det var på östra Rödebys marker som Rödeby gamla kyrka byggdes under andra halvan av 1200-talet. Under den katolska tiden var denna kyrkas skyddshelgon sankte Knut. Rödeby gamla kyrka var lik Edestads kyrka och Hjortsberga kyrka, Blekinge.
Men redan mellan åren 1332 och 1360 blev Blekinge, och därmed Rödeby, svenskt igen.
År 1360 ska den danske kungen Valdemar Atterdag med sina trupper ha härjat Rödeby.
År 1411 skriver Klas Karlsson följande. -"Itt pergementz breff, ath Clawus Karlsson sampt hans hustru Birgitta Späckins dotter haffua sålt her Tord Bonda Röricksson half siunda ort. land jordh i for:da Rödeby for xvj march och tuå öre til ewerdelica ägho, Mcdxj:o."
År 1419 lämnade Rymarus (kyrkoherde i Hoby) intyg om att år 1330 mellan Sten Nilsson och Knut Nilsson uppgjort arvskifte och om att den förre till Hoby kyrka testamenterat sin andel, utgörande gårdar i Mörtjuk, Rödeby, ”Hialmsödhe”, Lillagärde och Mölleskog.
År 1434 tog sig Engelbrekt Engelbrektsson med sina upprorsmän genom Rödeby efter att de förstört borgen Brömsehus.
År 1509 ska Svante Nilsson (Sture) ha marscherat genom Rödeby med sina trupper.
År 1523 härjade Gustav Vasas trupper Rödeby.
I augusti 1543 blev Nils Dacke dödad i Rödeby skog, beskrivet i Johan Petri Klints krönika. Christopher Cronholm skriver i mitten av 1700-talet följande om Nils Dacke och Rödeby; - Till socknens märkvärdigheter kan man räkna 1. Den förberörde onde Nils Dackes dödsort mellan Ledje och Långamål i skogen i en rishög, då han antingen själv eller andra hulpit honom å daga. Hans handkäpp förvarades länge av inbyggarna i orten, tills en hederlig man fick den i sitt behåll. Idag förvaras denna handkäpp i Historiska museet i Lund.
Vid Rödeby ek i östra Rödeby stod 1564 ett blodigt slag på Rödeby Sanda. Det svenska fälttåget i Blekinge leddes av Klas Kristoffer Horn. Detta var en del av det Nordiska sjuårskriget. Då folket i Rödeby under detta krig inte kunde hålla gudstjänst i kyrkan användes en stor trekantig sten i skogen (kallad Altarhallen) som altare för gudstjänsten. Altarhallen har idag RAÄ-nummer: Rödeby 30:1 och är belägen lite norr om Kestorp. Den 24 augusti kapitulerade Lyckå för svenskarna och den 3 september 1564 nådde de fram till Ronneby, någon gång mellan dessa händelser ägde slaget i Rödeby rum. Troligen var den svenske kungen Erik XIV själv med i Rödeby. År 1935 var eken i dåligt skick och stammen var i stort sett ihålig. Rödeby landskommun bestämde då att något måste göras. Mellan 1936 och 1938 fylldes därför stammen med sten och betong för att trädet inte skulle blåsa kull i höststormarna.

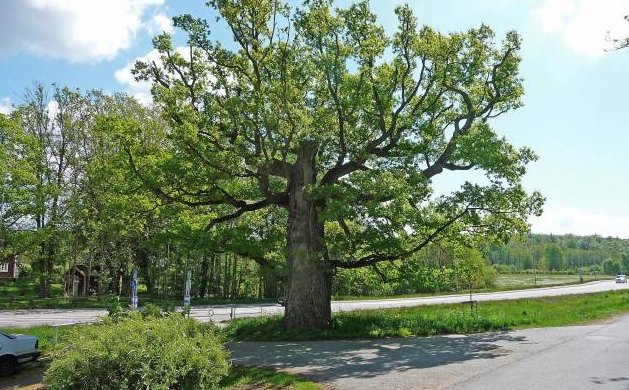
Rödeby ek

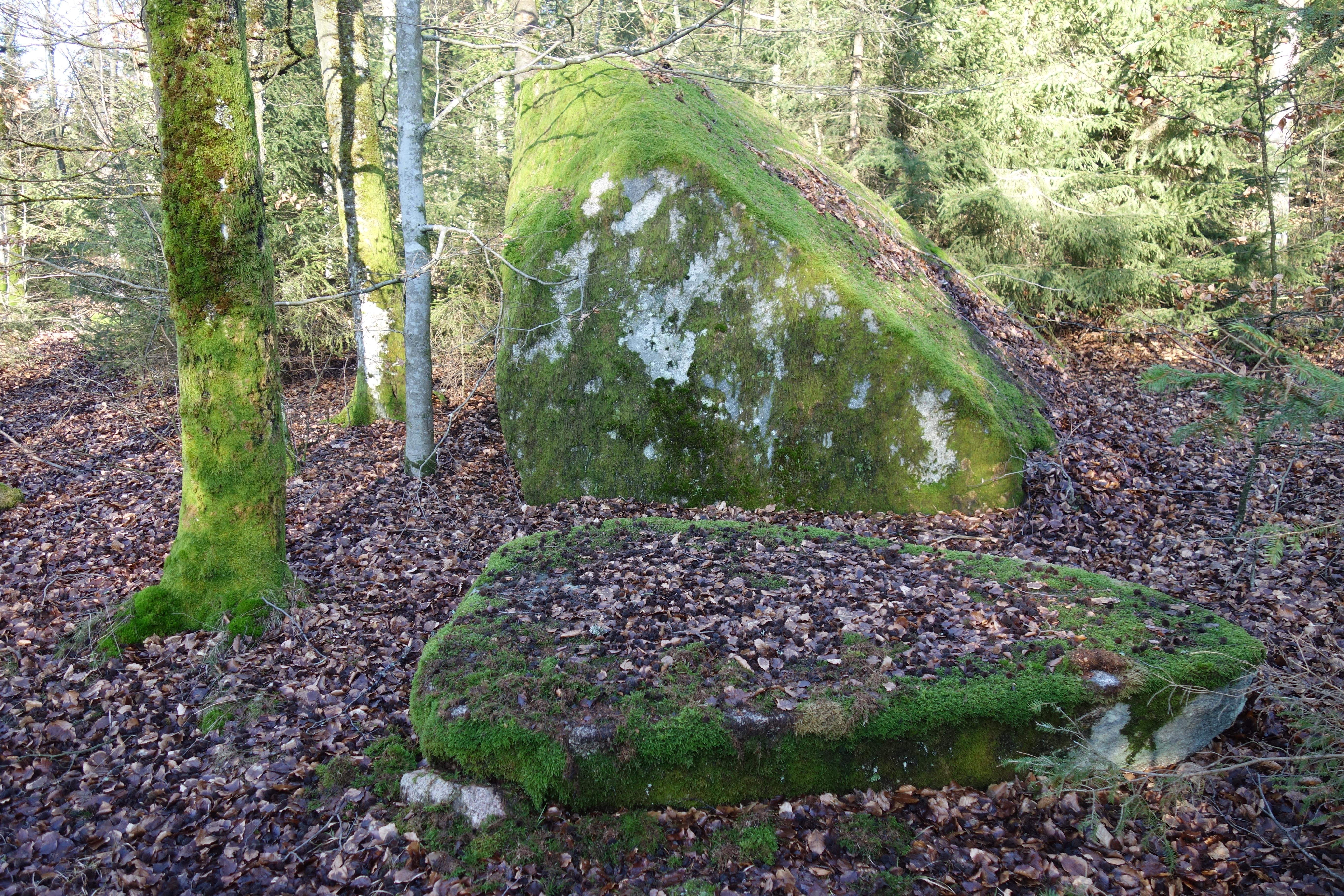
Altarhallen i Rödeby som användes som altare under gudstjänsterna under Nordiska sjuårskriget.

År 1624 bestod Rödeby av 5 gårdar, 43 torp och det fanns 19 kvarnar i byn. På order av kung Karl XI påbörjades byggandet av Karlskrona år 1679, vilket krävde byggmaterial och andra resurser i stora mängder. Detta gjorde att Rödeby växte snabbt och 1691 hade antalet gårdar stigit till 46 stycken.
Freden i Roskilde. Efter denna fred blev Blekinge och därmed Rödeby svenskt för gott.
1658 års bondeuppror fick endast en kort varaktighet. Bagge häktades redan i november samma år och dömdes tillsammans med sina närmaste män till stegel och hjul.
År 1667 blev en vacker altartavla tillverkad till Rödeby gamla kyrka av bildhuggare Åke Truedson från Karlshamn. År 1668 tillverkade samme man en predikstol till kyrkan, samt 3 bedårande ljuskronor för gudstjänstlokalen.
År 1672 köpte/tog Caspar Goes tjugo pantgårdar och fyra frälsegårdar i Rödeby socken. Caspar hade befälet över ett kompani dragoner, som inkvarterades hos bönder i Östra härad, dit Rödeby hörde. Han gjorde ingenting för att stävja sina dragoners råa behandling av allmogen.
Det var tidigt 1700-tal, tidigt på året, sent om aftonen och kallt. Några bönder och bondmoror från trakterna runt Vissefjärda ledde in sina hästar och tände en brasa i en av Hålans (senare Johannesbergs gård) hagar. Det skulle de nog ha låtit bli. Plötsligt klev ägarna till gården in i hagen för att driva ut de ovälkomna gästerna. Hugg och slag utdelades. En av de småländska karlarna fick djupa sår i huvudet, en annan fick blodsår i huvudet och två kvinnor drabbades av blånader. Männen fick också höra att de var gamla svenska snapphanar, medan kvinnorna kallades för gamla svenska snapphanehoror. Sedan lade de blekingska bönderna beslag på sällskapets häst och pottaskelöv och försvann. De hamnade inför tinget och dömdes att plikta och betala fältskärlön efter uppvisade fältskärattester. Östra härads dombok från den 14 juni 1704 skildrar deras försvar. De hade, får vi veta, dålig erfarenhet av folk, som slog läger i hagarna. För inte länge sedan brändes över tio famnar gärdesgård ned på ett sådant sätt. -"Så voro de nu även rädda, och för dens skull gick ner till dem, då de kanske givit dem några slängar, det de icke kunna neka till, efter de givit dem sannfulla ord när de blivit tillfrågade om varför de utan lov gått in i deras gärde, havande de gärna fått hus hos dem där de kommit upp till dem och sådant begärt", står det i domboken. Håkan Mårtensson och Anders Håkansson hette de båda blekingska bönderna som med en sådan våldsamhet slängde ut smålänningarna från hagarna i Rödeby.
Tidigare var Silltorpsån i Rödeby full med flodpärlmussla, men redan under 1700-talet var de i stort sett borta. Detta kan visa på att det tidigare funnits lax och öring i Silletorpsån eftersom flodpärlmusslan behöver dessa fiskar för sin fortplantning.
Under hösten 1711 och in under början av 1712 härjade pesten svårt i Rödeby.
År 1713 köpte perukmakare Johan Ernst Engelbrecht halva gården Hohlan/Hålan (idag Johannesbergs gård) och 1720 ägde han hela gården. Gården stannade i släktens ägo till 1745 då handelsmannen Hans Johansson tog över. Mangårdsbyggnaden uppfördes omkring 1700.
År 1727 målades Rödeby gamla kyrka invändigt.
Under 1750-talet hade handelsmannen Hans Johansson gården Hålan (idag Johannesbergs gård) där han anlagt en saffiansverkstad. I verkstaden tillreddes alla slags färger med god framgång och avsättning, karduan och andra slag. Saffian och karduan är finare lädersorter. Gården hade vid denna tid ansenliga byggnader och en vacker nyanlagd träd- och lustgård. Detta tyder på att gården vid tidpunkten höll mycket får, då saffian framställs av fårskinn.
År 1761 blev Peter Murbeck pastor i Rödeby och Fridlevstads församling.
Mordet på Skarpe gård skedde den 11 december 1819. Snön täckte taken på alla byggnader på gården denna tidiga morgon. Ägaren till gården var nämndemannen Lars Pehrsson som nu i ottan hade bråttom till utedasset. Plötsligt stannade han och två skott small av. Lars föll framstupa i snön som färgades röd av blod. En skepnad försvann springande iväg genom snön. Det visade sig att det var båtsman Jonas Lind som skjutit Lars på initiativ från Lars hustru Stina eftersom Lars hade tagit sig älskarinnan Sissa (piga på gården). Både Jonas och Stina dömdes till döden och avrättades inför stor publik i Jämjö den 13 december 1820. Detta tog hårt på barnen Maria (17 år), Helena (15 år) och Petter som nu mist båda sina föräldrar. Tyngst verkar det ha varit för Maria som började jobba som piga på olika gårdar. Hon kunde inte sova på nätterna för de hemska synerna från hemmet. Den 7 juni 1826 fann man hennes kropp i Silltorpsån nedanför Skrape gård. Trots att hon begått självmord fick hon en kristlig begravning på kyrkogården bredvid sin far.
Under 1800-talet byggdes en friluftsteaterscen nordväst om Johannesbergs gård som användes av Rödeby teatersällskap. Här uppfördes olika typer av bygdespel. Scenen slutade användas när Folkets hus scen tog över rollen och friluftsteater blev omodernt. Idag finns endast stengrunden och en stentrappa med två steg kvar. Lämningen har RAÄ-nummer: Rödeby 122.
Den 5 augusti 1874 kom järnvägen till Rödeby med nybyggd station. Med tåg kom kung Oscar II och drottning Sofia till Rödeby för invigningen. 1976 slutade tågen stanna i Rödeby. Stationshuset stod kvar i många år men är nu rivet.
År 1876 dikades en stor och grund sjö ut mellan Johannesbergs gård och Bergagården för att få mer åkermark. I sjön fanns små öar varav en hette Mässingsholmen som användes som pestkyrkogård år 1711, samt kolerakyrkogård längre fram. Bland annat är båtsmannen och senare bonden Jon Sjuesson begravd på Mässingsholmen. I sjön fanns fisk som fiskades från flatekor.
Rödeby kyrka uppfördes åren 1875–1877 och invigdes 2 december 1877.
År 1880 köpte brukspatron Conrad Beckert Fitinghoff gården Sofielund i Rödeby (gården hette tidigare Snoketorp eller Snuggetorp). Han är nog mest känd för sina vidlyftiga affärer, men hustrun Laura blev en känd författarinna. År 1907 utkom Laura Fitinghoffs bok Barnen från Frostmofjället. Vistelsen på Sofielund blev inte långvarig. Redan efter fem år tvingades familjen lämna gården.
Från Bergagården i Rödeby stammar den kungliga hovväverskan Alma Andersson som till och med hade en utställning i Paris. Alma arbetade åt Stockholms hemslöjd och vävde bland annat Blekinges bröllopsgåva till kronprins Gustav Adolf och prinsessan Sibylla. Alma är även upphovskvinna till en matta i biblioteket på Haga slott.
Den 30 december 1916 föddes skådespelaren Georg Årlin i Rödeby. Barndomshemmet är 1:7 Fridhem som under sju år fungerade som prästgård innan en riktig byggdes. Hans debutroll var som en gammal munk från Skara i säckväv hos Blåbandsföreningen (även kallad Blåbandsrörelsen) i föreningshuset i Inglatorp vid Rödeby. Hans kanske kändaste roll blev som Tengil i bröderna Lejonhjärta. Georg spelade också prosten i Emil och griseknoen. Detta år föddes även mellanviktsboxaren Knut "King Kong" Pettersson i Rödeby. Idag finns hans boxhandskar i brunt läder från 1930-talet på Blekinge museum. På 1930- och 40-talet hade Rödeby ett eget boxningslag där "King Kong" var den mest framgångsrike.
Föreningen Folkets hus bildades den 22 september 1918. Föreningen köpte först den lilla stugan Snoppeborg. Stugan blev snabbt för trång och ersattes av en större byggnad. Invigningen av denna skedde den 4 maj 1920. I lokalen förekom många slag av underhållning. Såväl kända som lokala förmågor uppträdde. Bland annat har filmskådespelaren Edvard Persson och operasångaren Folke Andersson stått på scenen i Rödeby Folkets hus. Danskvällarna drog folk från när och fjärran, speciellt på 1940-talet, när man lockade med tunneldans. När paren dansade genom den mörka tunneln kunde vad som helst hända! Huset låg på toppen av det sägenomspunna Snoppeberg, där jätten Snoppe bodde förr i tiden. Namnet Snoppeberg kommer troligen från det gamla blekingska uttrycket att snåppa, det vill säga att mjölka. Folkets hus revs 2009.
Nedanför Snoppeberg och Folkets hus bodde byggmästaren och författaren J O Holmkvist. Hans dotter Ingrid Wallerström sades ha sagoögon och hon skrev många kända barnböcker.
År 1923 invigdes den första busslinjen mellan Rödeby och Karlskrona.
Knäck-kalaset och andra barnvisor är en samling barnvisor skrivna av Ingrid Wallerström som gavs ut första gången 1924. 1967 gavs visorna även ut på EP och 1974 ges de även ut på LP.
Rödeby Elverk ekonomisk förening grundades 1925 och finns kvar än idag.
På Kopparehalla vid Mörtövägen fanns under 1920- och 1930-talen en nöjesplats med dansbana och karusell. Karlar tävlades om vem som kunde lyfta den tyngsta stenen. Man dansade till dragklaver, också kallat piglock.
En annan nämnvärd person från bygden är Oskar Petersson som var en naturbegåvning när det gällde löpning. Han deltog i många tävlingar och sprang oftast barfota. Höjdpunkten var när han blev fyra på SM.
Under 1930-talet drogs riksväg 28 genom Rödeby.
På 1930-talet tog Gunnar "Cykel-Gunnar" Andersson över Fredrik Karlssons cykelaffär. Cykel-Gunnar blev snart ett känt begrepp i bygden och han introducerade till och med ett eget cykelmärke, Rigo. När Gunnar dog upphörde verksamheten och byggnaden revs år 2000.
Rödeby Allmänna Idrottsförening (RAIF) bildades den 11 augusti 1932. Dess förste ordförande var Ernst Svensson. Till en början hyrde föreningen den så kallade Mossen på Rödebyholm, men ett par år senare arrenderades ett område om tre tunnland i Östra Rödeby, Åvallen. Huvudsporten var fotboll, men även friidrott och orientering fanns på programmet. Den 8 december 1940 beslöt Rödeby AIF och IF Trion att bilda en specialklubb för orientering, OK Dacke. Den nya klubben blev snart ett aktat namn och fick till och med en världsmästare, Kent Olsson. RAIF har också haft ett eget ishockeylag mellan 1955 och 1958 som brukade spela på Ällsjöns is om vintrarna. Många Dacke-medlemmar ägnade sig också åt längdskidåkning och har under åren placerat sig på hedrande platser i Vasaloppet, bland annat kan Rune Johansson och Linda Blomgren nämnas. OK Dacke gick 2015 upp i OK Vittus som sedan blev Karlskrona SOK.
På kvällen den 27 mars 1944 brann Rödebyholms gård (tidigare Skrape gård) ner och i det inrymda barnhemmet omkom elva barn. Ett ungt biträde, själv tidigare barnhemsbarn, trotsade lågorna och sprang in i eldhavet eftersom hon visste var sängarna stod. Fyra barn överlevde tack vare henne. Hon belönades med 500 kronor av landshövdingen för sin insats. Huset byggdes aldrig upp igen och idag finns bara lite av stengrunden kvar. 2006 sattes en minnesplakett upp för de omkomna barnen vid tomtgränsen till platsen där barnhemmet låg . 1946 fick Rödeby egen brandkår med egen brandstation på grund av denna händelse.
I augusti 1947 stod Röda tegelbyggnaden på Rödebyskolan inflyttningsklar. 1974 invigdes högstadiedelen med bibliotek, idrottshall samt inom- och utomhusbassänger. På idrottshallens tak finns skulpturen Simmaren gjord av Erik Höglund 1980 (den står inte på simhallens tak som ibland felaktigt anges). Innan simbassängerna byggdes hölls simskolan i Knoppragölen som är en utbuktning i Silltorpsån vid Kestorps gård. Vid gölen fanns både glasskiosk och omklädningsrum. Denna byggnad flyttades sedan till ovanför Rödebybacken där den kom att utgöra den äldsta delen av Dackestugan. Det fanns även en badplats i Silltorpsån mellan skidbacken och stationshuset fram till omkring 1970. Då blev Silltorpsåns vatten så förorenat att det förklarades otjänligt för bad. Det var lakvatten från Rödeby gamla soptipp vid crossbanan som rann ut i Silltorpsån norr om Knoppragölen.
Under 1950-talet hölls Stock-car-racing på sandslätten söder om Tallet i östra Rödeby. Tävlingarna beskrevs som -"skämttävlingslopp med äldre, ofta nedskrotningsfärdiga bilar, med vilka man bl a avsiktligt försöker krocka medtävlande. Stora skaror av människor samlades för att framför allt heja på bygdens egen stjärna, Tage Lindgren.
1954 stod Rödeby kommunalhus färdigt och postkontoret flyttades då dit. Idag kallas byggnaden för Centrumhuset.
Under sin Eriksgata sommaren 1954 besökte hans majestät konungen Gustav VI Adolf Rödeby där han bland annat träffade den tongivande kommunpolitikern Rudolf Svensson.
I samband med renoveringsarbete på Johannesbergs gård våren 1965 påträffades otroligt vackra barockmålningar utförda direkt på det liggande timret. Ägaren lantbrukare Nore Johansson underrättade Blekinge museum som dokumenterade målningarna. Konstverken är utförda i limfärg under 1700-talets början. Målningarna kan vara gjorda av mästaren Johan Columbus, men det är inte säkert.
År 1968 drabbades Rödeby av en rejäl snöstorm den 11-12 januari. Många kunde inte ta sig till jobbet eller skolan. Det var den värsta snöstormen i mannaminne.
I början av 1970-talet byggdes ett nytt villakvarter i Håkantorpet.
År 1974 upphörde Rödeby landskommun och uppgick då i Karlskrona kommun. Detta år gjorde även Allivs en stor tillbyggnad i brunt tegel som gjorde affären betydligt större.
Den 26/7 1976 skedde en tågolycka i östra Rödeby vid Snoppeberg. Ett persontåg körde på en traktor vid en oövervakad överfart på Rödeby Sanda. Traktorföraren dog omedelbart.
År 1978 byggdes bron över järnvägen i Kestorp om till en bredare och större viadukt i betong.
Den 27 januari 1979 hölls slalomtävlingen "Kalle Anka Cup" i Rödebybacken. Tävlingen arrangerades av OK Dacke.
Designern och formgivaren Alf Jarnestad jobbade som bildlärare på Rödebyskolan. Han bodde i Bubbetorp där han också hade egen ateljé.
1982 bildades Karlskrona Alpina Klubb som håller till vid Rödebybacken.
Precis bakom Rödebybacken finns en liten göl som ligger cirka 130 meter från Dackestugan. Under 1980-talet brukade barnen i Håkantorpet gå till denna lilla göl för att spela ishockey eller bandy. På isen fanns två mål som någon förälder byggt i trä. Bredvid gölen fanns en träbänk där man kunde ta på sig skridskor och fika med varm choklad. Ett gupp av snö brukade också byggas i kanten på gölen, som det sedan hälldes kallt vatten på och som frös till is. Sedan var det tävling i både längdhopp och höjdhopp med skridskor på guppet. Gölen kom därför att kallas skridskogölen av barnen i Håkantorpet.
Under 1980-talet höjdes Rödebybacken med massor från olika byggprojekt i Karlskrona kommun. Detta var för att få en längre skidbacke att åka i. Snart upptäcktes att den nya toppen innehöll för höga halter av cyanid som kommit med fyllnadsmassorna. Skämtsamt sades det i Rödeby att skidbacken lyste med ett blått sken under dygnets mörka timmar. Denna händelse blev känd i media som cyanidskandalen i Rödeby.
Silletorpsån hade tidigare ett rikligt bestånd av svensk flodkräfta, men under andra halvan av 1980-talet kom kräftpesten till ån genom Rödeby. De svenska kräftorna försvann snabbt och istället kom den amerikanska signalkräftan som numera huserar i ån. Hur signalkräftan planterades in på platsen är det ingen som vet. Sannolikt kom kräftpesten med den nordamerikanska signalkräftan.
På 1980-talet visades det bio i Rödebyskolens matsal för eleverna på skolan. Det var billigare än en riktig bio och man slapp ta bussen in till Karlskrona. Det var de senaste filmerna som visades som tex Cocoon - djupets hemlighet, Den vilda jakten på stenen, Bigfoot och Hendersons, Goonies - Dödskallegänget, Top Gun mfl.
Mellan åren 1982 och 1998 verkade dansbandet Contrazt i Rödeby. 1986 hade gruppen en hit på Svensktoppen som hette Har du en vän du kan väcka mitt i natten?. Den låg på svensktoppen i hela 15 veckor. Bandet hade ytterligare en svensktoppsplacering 1996 med låten Ge mig ditt ja.  
År 1987 fick Rödeby en egen världsmästare i orientering i form av Kent Olsson som tog guld i Gérardmer detta år.
Den 25-26 februari 1989 höll Rödeby crossklubb ett träningsläger på Sandsjöbanan. 35 barn och ungdomar deltog, varav den yngste var sex år gammal. Lägrets instruktör var VM-åkaren Björn Jönsson.
År 1997 öppnade Bergagårdens golfbana med 12 hål.
Rickard Hertzberg är en radio-DJ som spelar på bland annat radiokanalerna Mix Megapol och Mix Megaparty. Han är uppväxt i Håkantorpet i Rödeby.
År 2002 brann Kassabro kvarn ner, kvarnen kan följas tillbaka till åtminstone år 1624.
Den 6 oktober 2007 inträffade det som i media kom att kallas skotten i Rödeby. Egentligen skedde skotten på en enslig gård i skogen en bit utanför samhället i Holstorp vid vägen mot Strömsberg.
I slutet av 2007 börjar Rödebyrondellen byggas och det blir Rödebys första cirkulationsplats. Den binder samman Rödebyvägen med riksväg 28 och väg K682. 
Året 2008 bildades musikbandet The Playtones med Rödebysonen Mattias Schertell. Bandet spelar musik starkt influerad av rockabilly, rock and roll och country från 1950- och 1960-talen. År 2009 vann bandet Dansbandskampen. Playtones kom på sjätte plats i Melodifestivalen 2011 med låten "The King".
År 2009 kom Magnus Edeklings bok "När blev Blekinge danskt?" som visar att det första säkra beviset för att Blekinge är danskt finns i huvudstycket i "Kung Valdemars jordebok" daterad till år 1231. Magnus Edekling är uppvuxen i Håkantorpet i Rödeby.
Under hösten 2010 började en orädd älg dyka upp i folks trädgårdar för att äta äpplen. Den var så orädd att folk kunde klappa den. Älgen fick namnet Fabbe och var en kalv som förlorat sin mamma i en trafikolycka, men som var så stor att den lyckades överleva genom att äta i trädgårdar. Fabbe blev rikskänd i media och snart fångades älgen in då den ställt till med trafikkaos i Rödeby. Fabbe finns idag på Räntemåla gård där de håller älgar för turisterna.
År 2010 hölls det första extremloppet Mardrömmen i Rödeby och det har sedan återkommit årligen.
Den 31 mars år 2011 stängde Swedbank sitt kontor i Rödeby.
Den 18 september 2011 återinvigdes Rödeby kyrka efter ett halvårs renoveringar invändigt. Det var över 300 personer på den Gudstjänsten som hölls av kyrkoherde Pamela Garpefors.
Lördagen den 11 oktober år 2014 invigdes konstgräsplanen på Åvallens fotbollsanläggning. Den kostade 6 miljoner att bygga.
Musikbandet A.K. & the Brotherhood (ungefär hälften av medlemmarna är från Rödeby) vann Country-SM i Sälen 2017. Detta år släpptes även deras första album The outlaw americana sessions.
År 2018 blev Erik Edekling, då 10 år gammal, den yngste deltagare någonsin som klarat Å-simmet med sina 3,3 km i Kävlingeån vid Lödde i Skåne. Erik är uppvuxen i Johannesberg i Rödeby.
Lördagen den 22 september 2018 kulminerade ett års samarbete mellan tvåor och nior på Rödebyskolan med att de spelade in en CD-skiva tillsammans i Rödeby kyrka. Det var ett åldersintegrerat skolarbete mellan de yngsta och de äldsta på skolan som varade under ett år.
År 2019 började äldreboendet Mogården i centrala  Rödeby att rivas för att ge plats för ett nytt och modernare sådant. Detta år kom även musikartisten Daniel Alfons album Hitta vägen fram. Daniel Alfons är uppväxt i Johannesbergsområdet i Rödeby.
År 2020 kom musikbandet A.K. & the Brotherhood andra album med namnet Oh Sedona. Bandet spelar en amerikainfluerad rockig country, americana. Ungefär hälften av medlemmarna är från Rödeby, varav den kändaste är Mattias Schertell.
Den 13 december 2020 blev det traditionella Luciatåget i kyrkan inställt på grund av Covid-19. Ungdomarna i Rödeby ville hitta på något för att fira Lucia ändå. Emma Karlsson kom med idén att göra ett Coronasäkert Luciatåg genom byn med ortens A-traktorer. Den 13 december körde de Luciapyntade A-traktorerna genom samhället med Lucia på ett av flaken. Det var 60-70 fordon med i tåget eftersom ungdomar från bland annat Nättraby och Ronneby slutit upp för att vara med.
Den 1 maj år 2022 öppnar fyra stycken utomhuspadelbanor vid Åvallens fotbollsanläggning.
År 2022 kom Magnus Edeklings bok "Några små sagofrön" med elva barnsagor. Magnus Edekling är uppvuxen i Håkantorpet i Rödeby.
Vintern 2022-2023 byggdes tre nya lägenhetshus framför prästgården som kyrkan sålt.
År 2023 blir Tove Njåstad nordisk mästarinna i timbersport. Tove Njåstad är uppvuxen i Rödeby.
I maj 2024 lanserar rallyföraren Tim Liljegren sin egen läskedryck "Rally Cola". Med sina 100 000 följare är han en av Sveriges största idrottsprofiler på sociala medier. Så pass stor att endast Zlatan är numret större. Tim Liljegren är från Rödeby.
I juli 2024 blir Tove Njåstad nordisk mästarinna i timbersport för andra året i rad. Tove Njåstad är uppvuxen i Rödeby.
Karin Hildingsson är keyboardist i Peg Parneviks band och sommaren 2024 var hon med på Pegs stora turné. Karin Hildingsson är uppvuxen i Rödeby.
År 2024 inför IKEA armstödsbrickan Rödeby döpt efter samhället.
Den 20 april 2025 kom Ebbe Petterssons från Rödeby på andra plats i tävlingen ”Sveriges snyggaste bil” på Custom Motor Show i Jönköping. Hans tävlingsbidrag var en candyröd Volvo Amazon -65.
År 2025 kom Rödebygymnasterna på tredje plats i Riksfemman i truppgymnastik som hölls i Göteborg.
Den 7 juni år 2025 anordnade Rödeby crossklubb för första gången en Hill Climb uppför Rödebybacken med motorcyklarna.
Den 11 juni 2025 sågs en varg inne i Rödeby i korsningen mellan Källvägen/Rödebyvägen. Den sågs även nere vid Bergagården. Viltexpert Lasse Le Carlsson hos Länsstyrelsen konstaterar att det var en varg utifrån de foton och filmer som togs.
År 2025 skrev fotbollsspelaren Roony Bardghjis på för klubben FC Barcelona. Roony spelade sina ungdomsår hos Rödeby AIF. Han spelade i laget P05 och hade nummer 12.
Måndagen den 4 augusti stängdes Kassabron i Rödeby på riksväg 28 av för en större reparation av bron. Arbetet beräknas vara färdigt den 12 oktober. Runt 9000 personbilar och 400 lastbilar passerar bron dagligen.

### Befolkningsutveckling
| Befolkningsutvecklingen i Rödeby 1960–2020 | Befolkningsutvecklingen i Rödeby 1960–2020 | Befolkningsutvecklingen i Rödeby 1960–2020 | Befolkningsutvecklingen i Rödeby 1960–2020 | Befolkningsutvecklingen i Rödeby 1960–2020 |
| ------------------------------------------ | ------------------------------------------ | ------------------------------------------ | ------------------------------------------ | ------------------------------------------ |
|                                            |                                            |                                            |                                            |                                            |
| År                                         |                                            |                                            | Folkmängd                                  | Areal (ha)                                 |
| 1960                                       | 1960                                       |                                            | 1 672                                      |                                            |
| 1965                                       | 1965                                       |                                            | 2 036                                      |                                            |
| 1970                                       | 1970                                       |                                            | 2 470                                      |                                            |
| 1975                                       | 1975                                       |                                            | 2 949                                      |                                            |
| 1980                                       | 1980                                       |                                            | 3 342                                      |                                            |
| 1990                                       | 1990                                       |                                            | 3 327                                      | 330                                        |
| 1995                                       | 1995                                       |                                            | 3 353                                      | 331                                        |
| 2000                                       | 2000                                       |                                            | 3 266                                      | 331                                        |
| 2005                                       | 2005                                       |                                            | 3 356                                      | 331                                        |
| 2010                                       | 2010                                       |                                            | 3 402                                      | 333                                        |
| 2015                                       | 2015                                       |                                            | 3 508                                      | 377                                        |
| 2020                                       | 2020                                       |                                            | 3 517                                      | 375                                        |
|                                            |                                            |                                            |                                            |                                            |

## Samhället

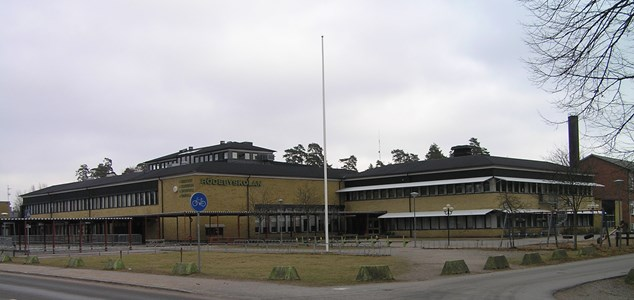
Rödebyskolan

Orten har en av Sveriges största grundskolor, Rödebyskolan, med strax över 1000 elever och lärare. Här finns också ett av kommunens tre vattentorn. 
I Rödeby finns Rödeby kyrka, ett sjukhem, ett servicehus för äldre samt ett antal boenden för handikappade. Här finns också vårdcentral med tillhörande tandvård samt apotek.
I centrum finns två livsmedelsaffärer samt ett antal småbutiker, bland annat blomsteraffär. Här finns även tre pizzerior/restauranger.
På torget finns en fontän med skulpturer i gatsten och brons gjorda av Erik Höglund 1976–1977. Konstverket heter Ringar på vattnet. På idrottshallens tak finns även Eriks skulptur Simmaren.
Ett känt landmärke är Rödeby ek i östra Rödeby. Vid eken stod 1564 ett blodigt slag på Rödeby Sanda.

## Idrott och fritid

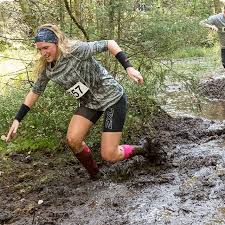
Extremloppet Mardrömmen i Rödeby.

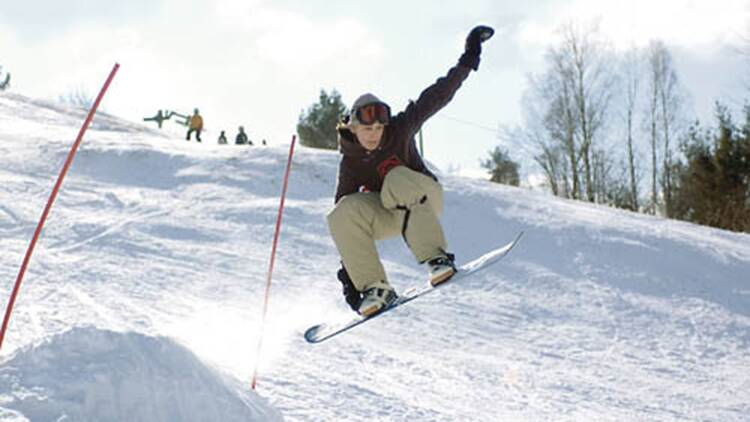
Snowboard i Rödebybacken

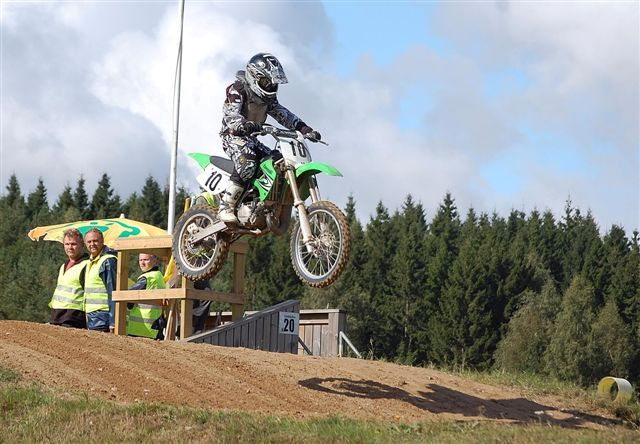
Rödeby crossbana

I anslutning till Rödebyskolan finns elljusspår, ett bibliotek, en inomhusscen i matsalen, en simhall med tillhörande solarium och gym samt en utomhusbassäng.
I Rödeby verkar fotbollsföreningen Rödeby AIF. Lagen spelar sina matcher på den stora fotbollsanläggningen Åvallen som är belägen i Rödeby. I klubben bedrivs både herr- och damfotboll.
I Rödeby finns en skidbacke (Rödebybacken) med liftsystem, pistmaskin och snökanoner. Vintertid används backen för snowboard, slalom, pulka, snowracer och telemarksåkning. Sommartid förekommer mountainbike och dirtboardåkning i Rödebybacken. I anslutning till Rödebybacken ligger Dackestugan där orienteringsklubben OK Dacke har sin verksamhet. Ok Dacke är en medelstor klubb med en stor ungdomsverksamhet inom orientering, terränglöpning och längdskidor. 
Rödeby har även en gymnastikförening (Rödebygymnasterna) som har barngymnastik, seniorgymnastik, parkour, Zumba, truppgymnastik, gym mix med mera . 
Orten har sydöstra Sveriges längsta motocrossbana som är belägen i utkanten av Rödeby. Banan heter Sandsjöbanan och drivs av Rödeby crossklubb (RCK). Där finns även en kortare bana, Brattlebanan, för 50- till 85-kubiks motocrosscyklar. I skogen runt finns en enduro-bana.
Rödeby har även en aktiv hembygdsförening lokaliserad till Centrumhuset. Medlemsantalet är drygt 300 st.
I orten finns även en PRO-förening och en SPF-förening som anordnar datorkurser och syträffar med mera.
I Rödeby verkar också Rödeby Scoutkår som varje år arrangerar tipspromenaden Rödebylunken.
Rödeby schackklubb där den forne svenske mästaren i schack, Magnus Wahlbom, är engagerad.
Bergagårdens golfbana finns sedan 1997 med en 12-hålsbana.
Rödeby Brukshundklubb.
En anläggning sköts också av Rödeby jakt- och skytteförening. De har en av södra Sveriges finaste skytteanläggningar med älgskjutbana 80 meter med stillastående/rörligt mål. Två 50-meters banor med stillastående/rörliga mål för vildsvinsskytte eller miniälg.
Under åren 1955–2003 hade Rödeby en egen orkester - Rödeby Skolorkester, knuten till Rödebyskolan.
Åren 1982–1998 verkade dansbandet Contrazt i Rödeby.
År 2010 hölls extremloppet Mardrömmen för första gången i Rödeby. Loppet går över stock och sten, genom Silletorpsåns gyttjiga botten och avslutas med en målspurt upp för Rödebybacken. Loppet har sedan hållits årligen. De som anordnar loppet är Team Blekinge.
Den 1 maj 2022 öppnade fyra stycken utomhuspadelbanor vid Åvallens fotbollsanläggning.

## Årliga evenemang
- Rödebylunken (tipspromenad med lång tradition)
- Rödebydagen (Rödebys egen dag som hålls på torget)
- Rödeby Open (schacktävling)
- Mardrömmen (extremlopp)
- Ubåtsjakten (Endurotävling)
- Rödeby julmarknad (hålls 1:a advent i och utanför församlingshemmet och Senapskornet)
- Grevaloppet (mountainbiketävling vid Rödebybacken)

## Sägner
Jätten Snoppe den Röde. 
I Snoppeberg bodde jätten Snoppe den Röde. Hans grotta sägs ha haft många kamrar och salar, vars ingång var försedd med en tung och stor stendörr som var väl dold i bergssidan. Enligt en gammal sägen skall Rödeby ha fått sitt namn efter jätten Snoppe den Röde. Christoffer Cronholm skriver i mitten av 1700-talet: -"Socknen har fått sitt namn af en fordomsdags här boende jätte". Jätten gillar inte oljud och oväsen.
Någon gång under fornstora dagar kom en trupp av kung Harald Hildetands vikingakrigare och marscherade förbi Snoppeberg på väg till Bråvallaslaget på Bråvalla hed vid Huseby i Värend. När de passerat berget fick de syn på Östra Rödeby gård som på den tiden utgjorde hela Rödeby. På fälten runt gården arbetade många granna flickor. Krigarna bestämde sig då för att anfalla den stora gården och röva bort kvinnorna. De drog sina svärd och slog dem mot sina runda sköldar medan de vrålade och skrek stridsrop innan de rusade över betesmarken mot sitt mål. Rödebykvinnorna ropade och skrek i vild panik innan de flydde mot gårdens huvudbyggnad. Plötsligt gick solen i moln och en olustkänsla väcktes i krigarnas magar. En av dem stannade upp och vände sig om för att titta mot den förmörkade solen. Där kom jätten Snoppe med bestämda steg rakt mot dem. I sin högra hand höll hand sin stora träpåk som jätten nu började svinga i luften runt sitt huvud. Den massiva påken ven gång efter annan genom luften för att med kraftiga smällar få hela marken att skälva. När jätten var färdig med sitt verk var både gräset och påken målade i klaraste rött och de mäktiga vikingakrigarna ett minne blott. En del säger att det är här Snoppe får sitt smeknamn "den röde" och efter det döps gården om till Rödeby. Vad gården hette tidigare är det ingen som minns, men den fanns redan på stenåldern har en gammal klok gumma berättat.
Snoppe trivdes alldeles utmärkt i sitt berg ända tills den första kyrkan i Rödeby byggdes. Jätten tålde inte klockklangen från kyrkklockorna som gjorde honom illamående. För att slippa oväsendet beslöt han sig för att förstöra kyrkan och klockan och kastade ett stort stenblock upp mot Guds hus. Stark som han var råkade han ta i för mycket och stenblocket föll ned några kilometer norr om kyrkan i Skärvaboda. Snoppe gjorde ett nytt försök, men även den stenen flög förbi kyrkan och hamnade i närheten av den första. Stenarna ligger fortfarande kvar och kallas Skärvaboda stut (RAÄ-nummer: Rödeby 212) och Hönan (RAÄ-nummer: Rödeby 214). Dessa stenar har efter detta fått magiska krafter och den ena stenen snurrar ett varv varje julafton vid den tidpunkt Jesus sägs ha fötts och den andra snurrar ett varv varje påsk vid den tidpunkt Jesus sägs ha dött på korset.
År 1542 uppsökte Nils Dacke Snoppe den röde i dennes berg. Den sluge upprorsledaren lyckades på något vis övertala jätten att hjälpa honom. Tillsammans med Dackes män tågade de två till Kronobergs slott för att belägra och inta det. Snoppe kastade stora stenar mot fästningens murar så skyttarna inte vågade stå kvar på dess krön och en del murar raserades. Jätten lyfte sedan taket av en stuga i närheten och lyfte upp dess trägolv i ett stycke. Golvet höll sedan jätten framför sig som en stor sköld medan han tågade mot borgens portar. I skydd bakom honom gick Dacke och hans män. Snart var fästet intaget och detta var en av Dackes största segrar under Dackefejden. Efter att ha festat av slottets stora förråd av mat och dryck några dagar så återvände Snoppe den röde till Snoppeberg i Rödeby.
Längre fram i tiden fanns det en båtsman i Rödeby vid namn Peter Röd. Långt ute på ön Utlängan i havet träffade båtsmannen (som lidit skeppsbrott) på jätten Snoppe som var ute och fiskade Brugd. Snoppe bad Röd att göra honom en tjänst när han kom hem. Han skulle gå till Snoppeberg och släppa lös en stor hund som Snoppe glömt innan sin avresa. Som belöning härför skulle han få hundens halsband och den kedja han varit bunden med.
Ytterligare en tjänst ville Snoppe att Röd skulle utföra åt honom. Han gav honom ett brett skärp som han skulle knäppa om nämndemannens hustru mor Olas. Snoppe den Röde hade alltid tyckt om henne, men hon hade förstått att skydda sig för alla hans finter genom att bära vitlök och vådastål i kläderna. Röd lovade att göra som Snoppe begärt om han tog honom till Torhamns udde. Väl där skildes de med ett gott handslag.
Då Röd kom hem gick han till Snoppeberg och i bergavalven träffade han på en hund som var hemsk att skåda. Men anblicken av guldkedjan den var bunden med gjorde honom modig. Kedjan skulle bli hans och därför måste han lossa hunden. Det stackars djuret som stått bunden länge, blev som tokig av glädje och sprang sin väg med kedjan. Röd blev arg över förlusten och för att hämnas spände han skärpet som nämndemansmoran skulle ha runt en stor ek. Knappt hade han gjort det förrän eken rycktes upp med rötterna och försvann upp i luften. Därigenom fick Snoppe tillbaka både hund, halsband, koppel och skärp. Men nämndemansmoran fick stanna kvar i Rödeby och Röd var lika fattig som förut.
Under 1800-talet när järnvägen drogs genom Rödeby skedde en olycka precis nedanför Snoppeberg. Det hade varit ett fasligt skyfall på natten som spolat bort en del av banken för järnvägen som rallarna byggt dagen innan. När slipers och rälsen var lagd körde rallarnas arbetståg med ånglok fram på den nylagda biten järnväg. Då ville det sig inte bättre än att banken brast och hela tåget välte. Lokföraren lyckades undkomma med blotta förskräckelsen. Rallarna hojtade och skrek. Alla var förstås upprörda. Allt detta oväsen väckte Snoppe den Röde som ursinnig for ur sina grottsalar och skrek: - Vad ska jag göra för att få tyst på er så jag får sova i fred! Alla rallarna blev skräckslagna och fick inte fram ett endaste knyst. Snoppe blev allt argare och rödare i ansiktet. Då steg en liten pojke som tillhörde rallarna fram och sa: - Tåget har vält och vi är allt för klena för att välta det tillbaka, därför skriker vi på tåget att resa sig upp på rälsen igen. Snoppe glodde förvånat på den lille killen och svarade sedan: - korkade människor! Det fungerar ju inte, det fattar ni väl! Sedan gick Snoppe fram och välte upp tåget på rälsen igen och sa i barskt ton: - Nu vill jag inte bli väckt fler gånger, för då blir jag förbannad på riktigt! Sedan gick jätten in i sitt berg igen och lade sig för att sova.
När riksväg 28 skulle dras genom Rödeby på 1930-talet var vägbyggarna tvungna att spränga bort en liten bit av Snoppeberg med dynamit för att komma fram med 28:an mellan järnvägen och berget. Det sprängdes så hela Snoppeberg skakade och många bybor var rädda att Snoppe skulle komma ut ur sitt berg helt ursinnig, men ingenting hände.  Ingen har varken sett eller hört något från jätten sedan dess. En del säger att han blev trött på människornas oljud och flyttade, andra säger att han blivit gammal och nu ligger död där inne i sitt berg medan några säger han blivit sur på alla dessa människor som förpestar hans tillvaro och därför har jätten låst in sig i sitt berg och sitter där och tjurar.
Skärvaboda stut. 
En bonde från Rödeby var i Karlskrona och kom därvid i samspråk med en slaktare. Bonden berättade, att han hade en stut därhemma, som han ville sälja. Den var stor och tung, men han skulle sälja den billigt, om slaktaren själv hämtade den på platsen. De kom överens om köp och bonden fick handpenning. Efter några dagar reste slaktaren upp till Skärvaboda för att hämta sitt nyförvärv. Han betalade stuten och drängen skickades med för att visa var den fanns. När de gått en stund sa drängen: - Här har vi stuten. Slaktaren tittade åt alla håll men såg bara en stor sten vid vägkanten. Så småningom gick det upp ett ljus för honom och han förstod, att han blivit dragen vid näsan och pengarna var förlorade.
Bonden och bautastenen. 
När en bonde i Rödeby skulle bygga sig ett hus tog han en av bautastenarna på Rödeby sanda och lade den i grunden. Det skulle han inte ha gjort, för nu blev det fasligt oroligt överallt i det nya huset. Bonden fick vackert plocka ut stenen igen, och då återvände lugnet.
Hockle berg. 
I utkanten av Hejetorps marker, vid Hockle berg mot Fridlevstad till, finns ett flera hundra år gammalt gränsmärke. Det är en spricka i berget som redan på 1600-talet fungerade som skiljepunkt mellan Östra och Medelstad härader. Sprickan kallas fortfarande Hockle öga. Under 1600-talet flyttas bland annat Fridlevstad från Medelstads härad över till Östra härad. Under många, många år stod en gran på toppen av Hockle. Det sades att det var trollen, som höll den vid liv. Enligt sägnen skulle de mista sin boplats i berget om trädet vissnade. Därför kunde man varje natt se ett tiotal troll rusa med ämbar i händerna för att hämta vatten åt skyddslingen ur den närbelägna kanalen. I kolonin fanns både småtroll och större troll i olika storlekar. Störst är trollkungen som i folkmun kallades Hocklegubben. Nu är Hockle gran borta. Den har fällt sina barr och vissnat ned. Alldeles säkert att trollen lämnat berget är det kanske inte, för fortfarande finns det en och annan som påstår att det spökar nära kullarna vid Hejetorp. Kanske är det trollen som försöker ta sig in i Hockle igen.
Älvdansen. 
Tidiga gryningar kan man se älvorna dansa på fälten mellan Bergagården och Hålan (idag Johannesbergs gård). En dräng på gården Hålan blev så betagen av dessa fagra och helt nakna kvinnliga väsens dans att han under hela sommaren gick upp i ottan för att beskåda denna gryningsdans. En morgon när gårdsägaren gick för att hämta drängen inför dagens arbete var den unge mannen försvunnen. På den plats han brukade sitta och titta på älvorna fanns nu en gråsten som inte funnits där tidigare. Drängen sågs aldrig mer till, men stenen finns fortfarande kvar på den plats ynglingen brukade titta på älvdansen.
Mansliket i Rödeby Ek. 
Några hundra meter väster om eken låg omkring år 1900 ett kaffeställe, där bönderna brukade stanna till på väg från eller till Karlskrona. En gång satt där en främling och halvsov. I sömnen mumlade han: - Allt tager de rätt på, men gubben i eken har de inte funnit. Vid bordet intill satt en bybo. Han blev nyfiken och med hjälp av smeden sänkte han ner en lykta genom ett hål ett par meter upp i eken. De tyckte sig se något och skickade efter länsman. Öppningen vidgades och, minsann, där stod ett gammalt manslik. Vem denne var och vad som hänt kunde inte klarläggas för främlingen syntes aldrig mera till.
S:t Thomas och kvarnen i Rödeby. 
Det berättas, att en mjölnare i Rödeby en gång hade så mycket mäld till julen att han var tvungen att mala även Thomasnatten (natten mellan 20 och 21 december). Allt gick bra fram till midnatt. Då började det gnissla och gunga i kvarnen som om allt skulle falla i spillror. Mjölnaren blev förskräckt och stämde genast upp Silltorpsåns vatten så att kvarnen stannade. När han väl gjort detta kom två väldiga hundar in i kvarnen och båda hade eld i munnen så att lågorna stod ut. Mjölnaren fick fort fatt i en skoffa och kastade mjöl i gapet på dem. De svalde mjölet och avlägsnade sig. Mjölnaren vågade inte längre vara kvar i kvarnen men på trappan mötte han en man av ovanligt stor växt. Denne kom ridande med en flicka fastbunden bak på hästen. Även hundarna var med. Mannen frågade om det var han som gett hundarna mjöl. - Ja, sade mjölnaren med darrande röst, det gjorde jag i förskräckelse. - Det var allt tur för dig det, sade mannen, och nu skall du få en gengåva av mig, men då måste du lova att inte mala mera i natt. Mjölnaren lovade och mannen gav honom en hästsko, dubbelt så stor som en vanlig, vartefter han red sin väg. Hästskon fick ligga kvar i kvarnen och mjölnaren gick till vila. Nästa morgon gick han för att se på sin hästsko och då fann han, att den var gjord av rent silver. Mjölnaren förstod, att det var S:t Thomas han mött, och flickan han haft med sig var säkert en skogssnuva eller något annat otyg, för det var sådana han var ute och jagade om natten.
Spökhuset. 
På Högalundsvägen 5 ligger en bostad som brukar kallas Hantverkshuset. I början av 1980-talet stod denna byggnad tom och öde. Då slog de äldre ungdomarna sönder rutorna i fönstren, låste upp och öppnade alla dörrar så de kunde vara inne i huset och tjuvröka med mera. Vi lite yngre barn i Håkantorpet tyckte givetvis det var roligt att följa de äldre ungdomarna för att se vad de hittade på för kul. Så upptäckte vi det öde huset och det var givetvis spännande att smyga omkring på upptäcktsfärd därinne. Väl hemma igen berättade någon för sin mamma var vi varit, hon sa då att där fick vi absolut inte vara för i det huset spökar det (egentligen ville hon nog bara att vi inte skulle vara i ödehuset och drog därför till med spöken). För oss pojkar var detta något som inte gick att motstå, genast hoppade vi upp på våra BMX-cyklar (som var inne på 80-talet efter biofilmen E.T) och cyklade till ödehuset för att titta på spökena. Några spöken hittade vi inte, men vi fortsatte att leka i byggnaden. Fler föräldrar fick reda på var vi höll till och de gillade inte att vi var där. För det första var det privat egendom, så vi fick inte vara där. För det andra låg det vassa glasbitar i hela huset och många trodde de äldre ungdomarna skulle ha dåligt inflytande på oss när de tjuvrökte. En dag samlade en pappa till en av oss alla barnen och sa att han hade något han ville berätta för oss. Pappan sa att spökerierna ökat och att någon sett hängda kattungar  upphängda på väggarna och nästa gång skulle kanske spökena ta barn istället för kattungar. Första blev vi lite rädda för pappan la fram hela historien på ett väldigt otäckt vis, men till slut tog nyfikenheten över och vi var tvungna att kolla på spökena. När vi kom upp för trappan i ödehuset fanns det mycket riktigt fem små strypsnaror uppspikade på rad på väggen och en stor röd fläck på väggen som vi trodde var blod. Några kattungar såg vi dock inte till. Då hördes ett hemskt dödsskrik från nedervåningen och alla rusade ut ur huset och cyklade det snabbaste vi kunde hemåt. Väl hemma var pappan som berättat om spökena inte där. Han kom gående en stund senare i riktning från spökhuset. Vi berättade vad som hänt, men han sa bara; -Jag sa ju att ni inte skulle gå dit.  Det tog lång tid innan vi barn vågade gå nära spökhuset igen.

## Kända personer som bott/bor i Rödeby
- Roony Bardghji
- Eric Björkander
- Torsten Bjarre
- Kent-Arne Dahlgren
- Margitta Edgren
- Annicka Engblom
- Laura Fitinghoff
- Nils Fridolfsson
- Ebba Hult De Geer
- Tobias Grahn
- Birger Håkansson
- Alf Jarnestad
- Therese Lundin
- Peter Murbeck
- Kent Olsson
- Elsa Styffe
- Daniel Stålhammar
- Magnus Wahlbom
- Ingrid Wallerström
- Tommy Werner
- Georg Årlin

## Bildgalleri

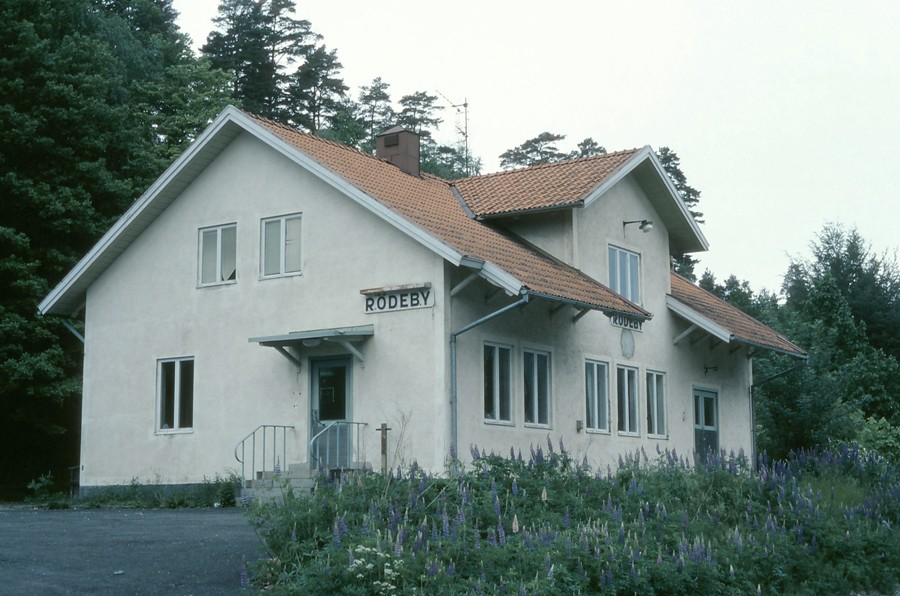
Rödeby järnvägsstation
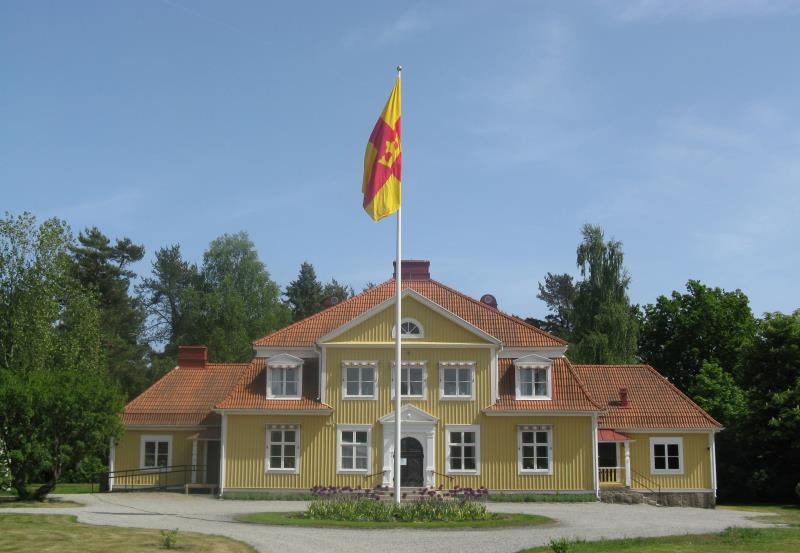
Rödeby prästgård
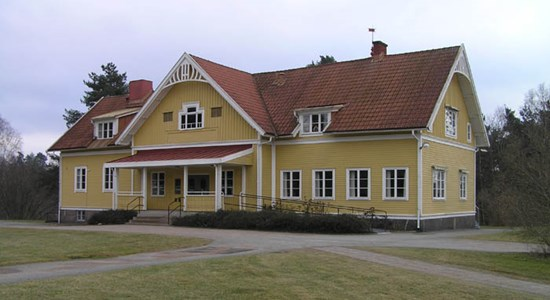
Rödeby församlingshem
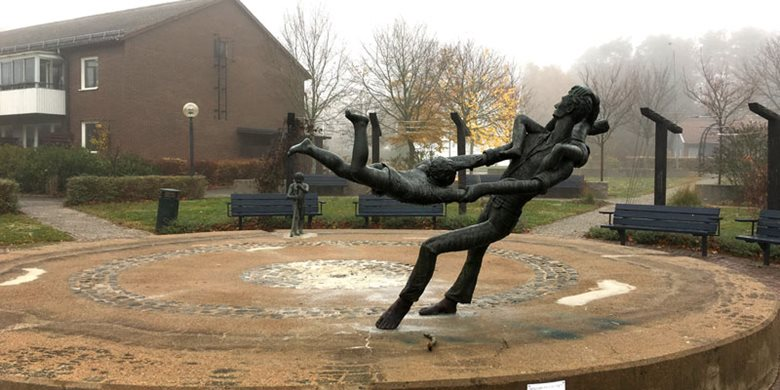
Fontänen på Rödeby torg
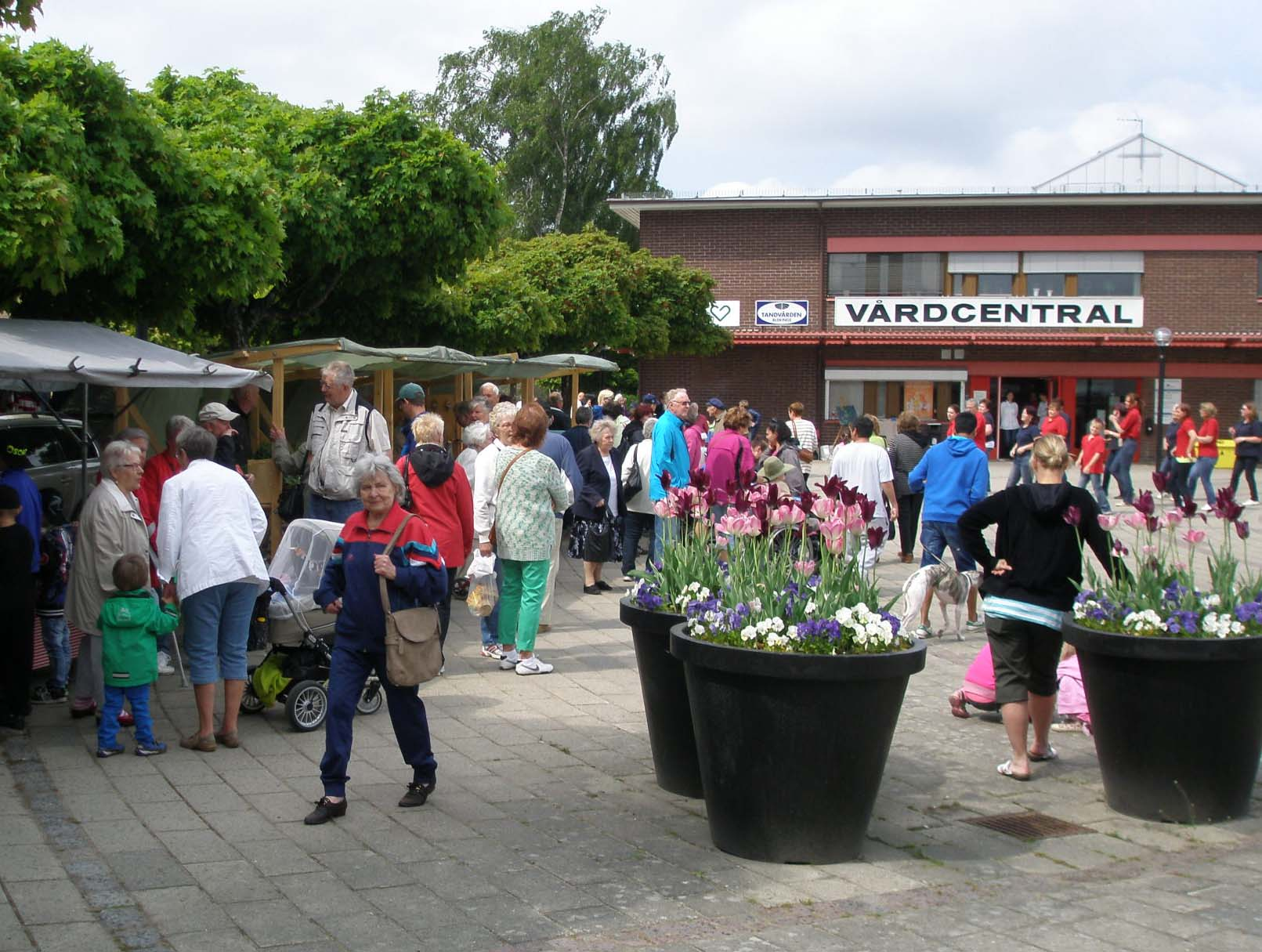
Rödeby torg
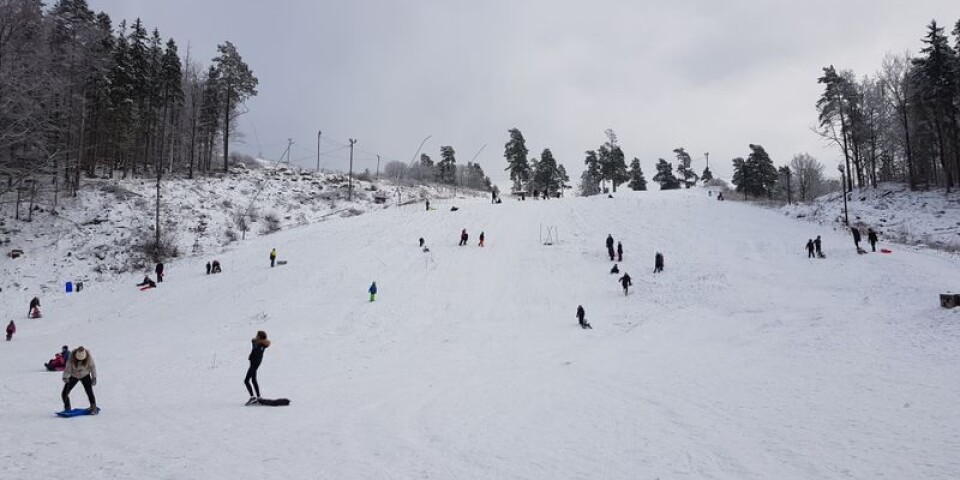
Rödebybacken
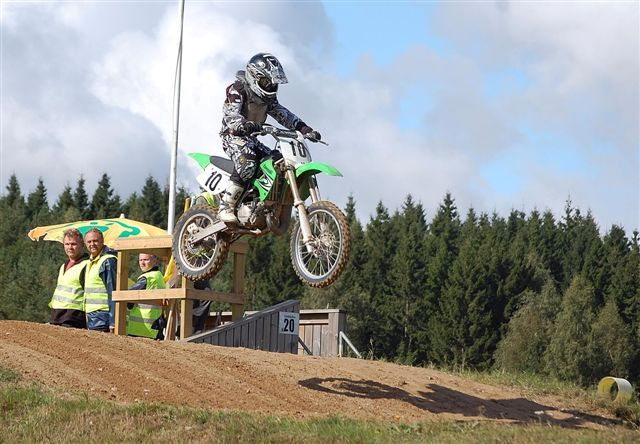
Rödeby motocrossbana
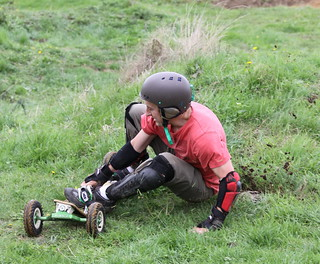
Dirtboard i Rödebybacken
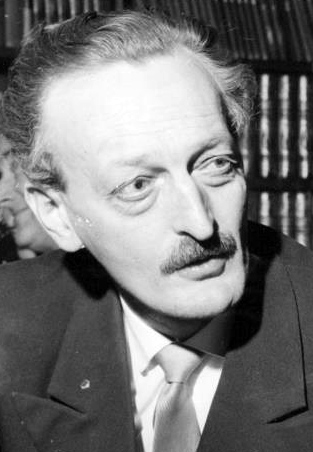
Georg Årlin 1962
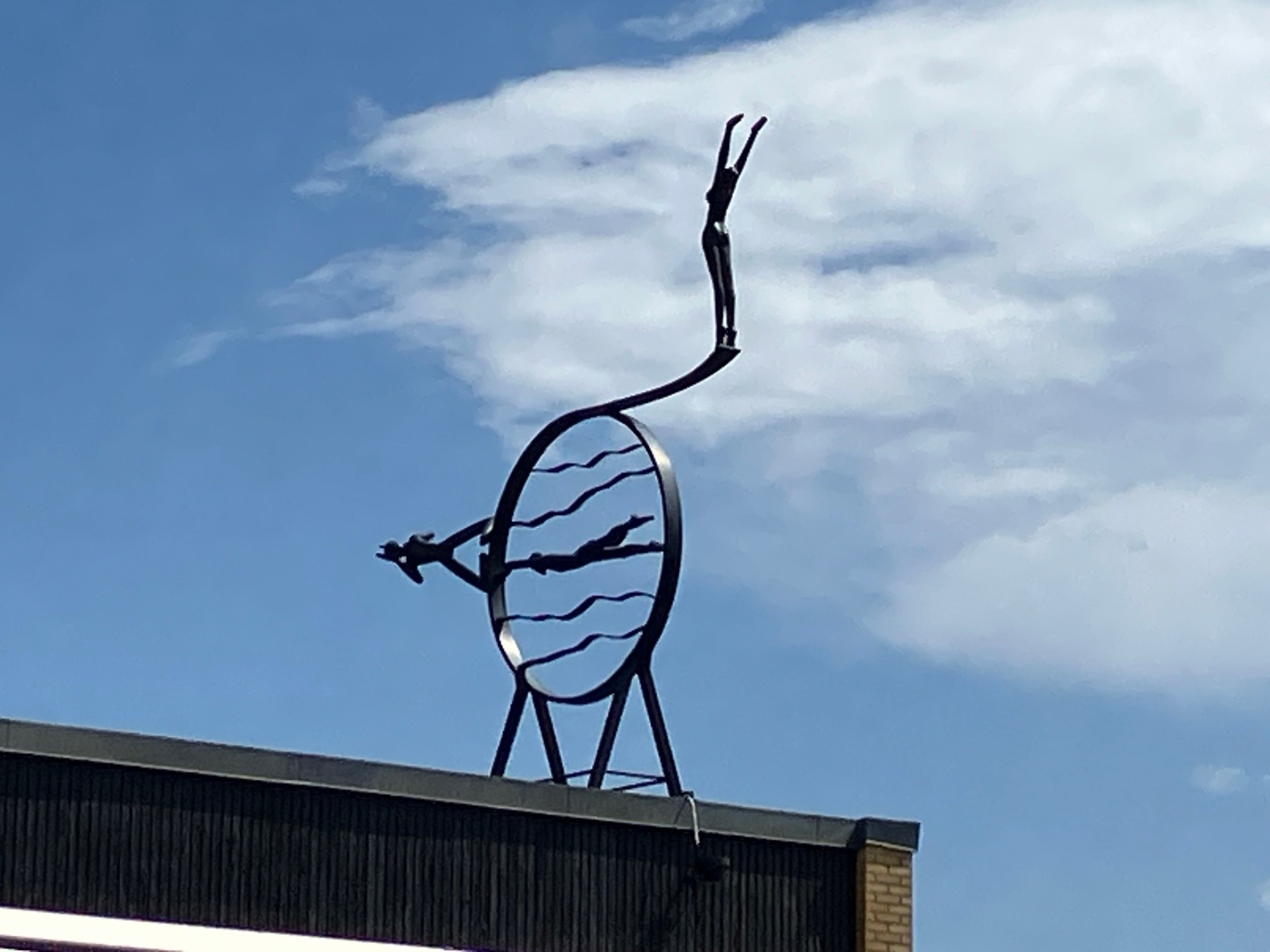
Simmaren av Erik Höglund
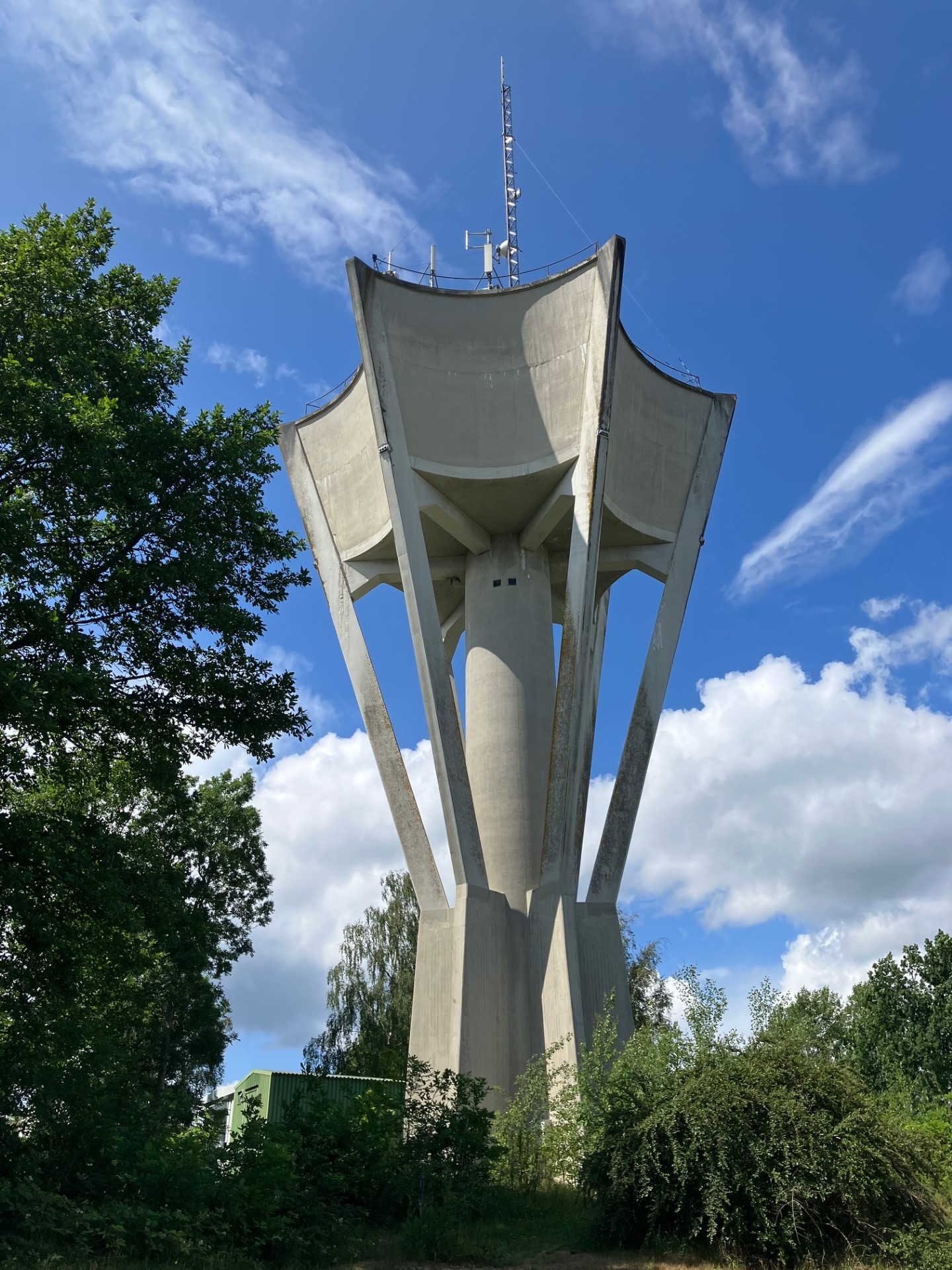
Rödeby vattentorn